# Jóhannesdóttir
Jóhannesdóttir ist ein isländischer Name.

## Herkunft und Bedeutung
Jóhannesdóttir ist ein Patronym und bedeutet Tochter des Jóhannes. Die männliche Entsprechung ist Jóhannesson (Sohn des Jóhannes). 

## Namensträgerinnen
- Ásta Ragnheiður Jóhannesdóttir (* 1949), isländische Politikerin
- Guðrún Ýr Eyfjörð Jóhannesdóttir (* 1996), isländische Musikerin, Schauspielerin und Fußballspielerin, siehe GDRN
- Kristín Jóhannesdóttir (* 1948), isländische Regisseurin